# Afera Profumo

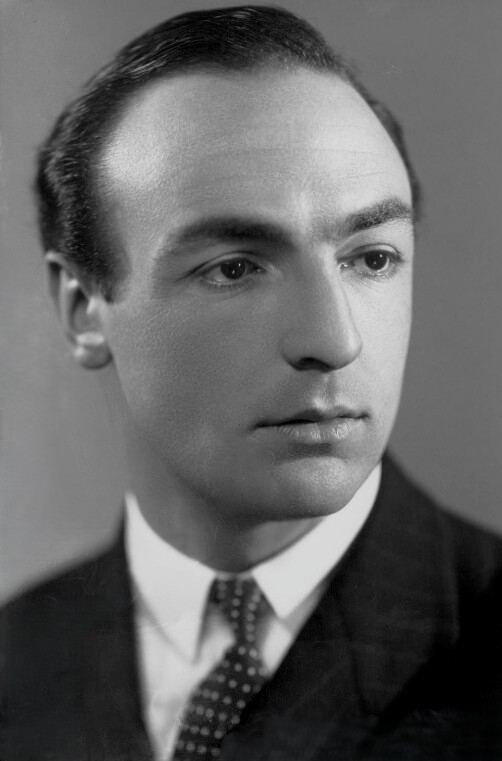
John Profumo

Afera Profumo – polityczny skandal z 1963 w Wielkiej Brytanii. Nazwa pochodzi od ministra, sekretarza stanu ds. wojny (ang. Secretary of State for War), Johna Profuma.
Profumo był dobrze wykształconym i szanowanym ministrem w rządzie Partii Konserwatywnej, mężem aktorki Valerie Hobson. U źródeł skandalu stał jego przelotny, kilkutygodniowy romans z showgirl Christine Keeler w 1961. Pogłoski o romansie krążyły po Londynie, jednak nie zachwiały one pozycji Profumo.
W grudniu 1962, po wypadku z bronią palną, w który uwikłani byli dwaj inni kochankowie Keeler, prasa ujawniła związki Keeler z Profumo wraz z informacją, że Keeler spotykała się także z Jewgienijem Iwanowem, attaché morskim (ang. senior naval attaché) ambasady Związku Radzieckiego w Londynie. Brytyjska tradycja respektowania prywatnych spraw polityków ostała się do marca 1963, kiedy to George Wigg poseł z Partii Pracy poruszył tę sprawę w parlamencie, ze względu na „bezpieczeństwo narodowe”. Profumo w wydanym oświadczeniu potwierdził znajomość z Keeler, lecz eufemistycznie zaprzeczył, aby miała ona jakikolwiek seksualny charakter (ang. denied there was any „impropriety” in their relationship). Prasa opublikowała wiele artykułów na temat Keeler, a 5 czerwca 1963 Profumo został zmuszony do przyznania, że skłamał w swoim oświadczeniu w Parlamencie. Zrezygnował także z roli ministra, członka parlamentu i Privy Council.
Skandal wstrząsnął rządem konserwatystów i przyczynił się do przejęcia władzy przez Partię Pracy w wyborach w 1964. Profumo do końca życia nigdy nie wypowiedział się publicznie na temat skandalu. W 1989 ukazał się film Scandal nawiązujący do afery Profumo, opublikowano też pamiętniki Keeler.